# ファイエット (ミズーリ州)
ファイエット（英: Fayette）は、アメリカ合衆国ミズーリ州にある都市。ハワード郡の郡庁所在地である。人口は2,699人（2004年推計）。コロンビア大都市統計地域（大都市圏）に属する。

## 地理
国勢調査局によると、市の総面積は5.8平方キロ（2.2平方マイル）で、その全域が陸地である。

## 人口動態
2000年国勢調査時点で、この市には2793人、976世帯、578家族が暮らしている。人口密度は1平方キロあたり483.6人で、平方マイルに換算すると1253.6人となる。住居数は1133軒で、1平方キロに平均196.2軒（1平方マイルあたりでは508.5軒）が建っていることになる。住民のうち白人は79.16%、アフリカ系は18.33%、ネイティブ・アメリカンは0.47%、アジア系は0.21%、太平洋諸島系は0.04%、その他の人種は0.47%、混血は1.32%、ヒスパニック（ラテン系）は0.93%を占める。
976世帯のうち25.0%は18歳未満の子どもと暮らしており、41.4%は夫婦で生活している。14.5%は未婚の女性が世帯主であり、40.7%は家族以外の住人と同居している。34.5%が独り身世帯で、16.5%を独居老人の世帯が占める。1世帯あたりの平均構成人数は2.18人、家庭の平均構成人数は2.79人である。
住民のうち17.9%が18歳未満の未成年、28.2%が18歳以上24歳以下、19.5%が25歳以上44歳以下、16.2%が45歳以上64歳以下、18.1%が65歳以上となっており、平均年齢は29歳である。女性100人に対して男性が91.0人いる一方、18歳以上の女性100人に対しては89.3人いる。
一世帯あたりの平均収入は2万7276米ドル、家族ごとでは3万5694米ドルである。男性の平均収入は2万7768米ドル、女性の平均収入は2万833米ドルで、労働者でない人々も含めた住民一人当たりの収入は1万3451米ドルとなる。総人口の15.6%、家族の9.1%、18歳未満の子どもの18.1%、および65歳以上の高齢者の20.0%は貧困線以下の収入で生計を立てている。

## 教育
4年制私立大学セントラル・メソジスト大学の所在地で、かつてはハワード＝ペイン・ジュニア・カレッジという教育機関もあった。小学校、中学校、高等学校がそれぞれ1校ずつある。